# (9122) Hunten
(9122) Hunten est un astéroïde de la ceinture principale.

## Description
(9122) Hunten est un astéroïde de la ceinture principale. Il fut découvert le 22 mars 1998 à Kitt Peak par le projet Spacewatch. Il présente une orbite caractérisée par un demi-grand axe de 2,92 UA, une excentricité de 0,04 et une inclinaison de 3,1° par rapport à l'écliptique.

## Compléments